# Thomas Glocer

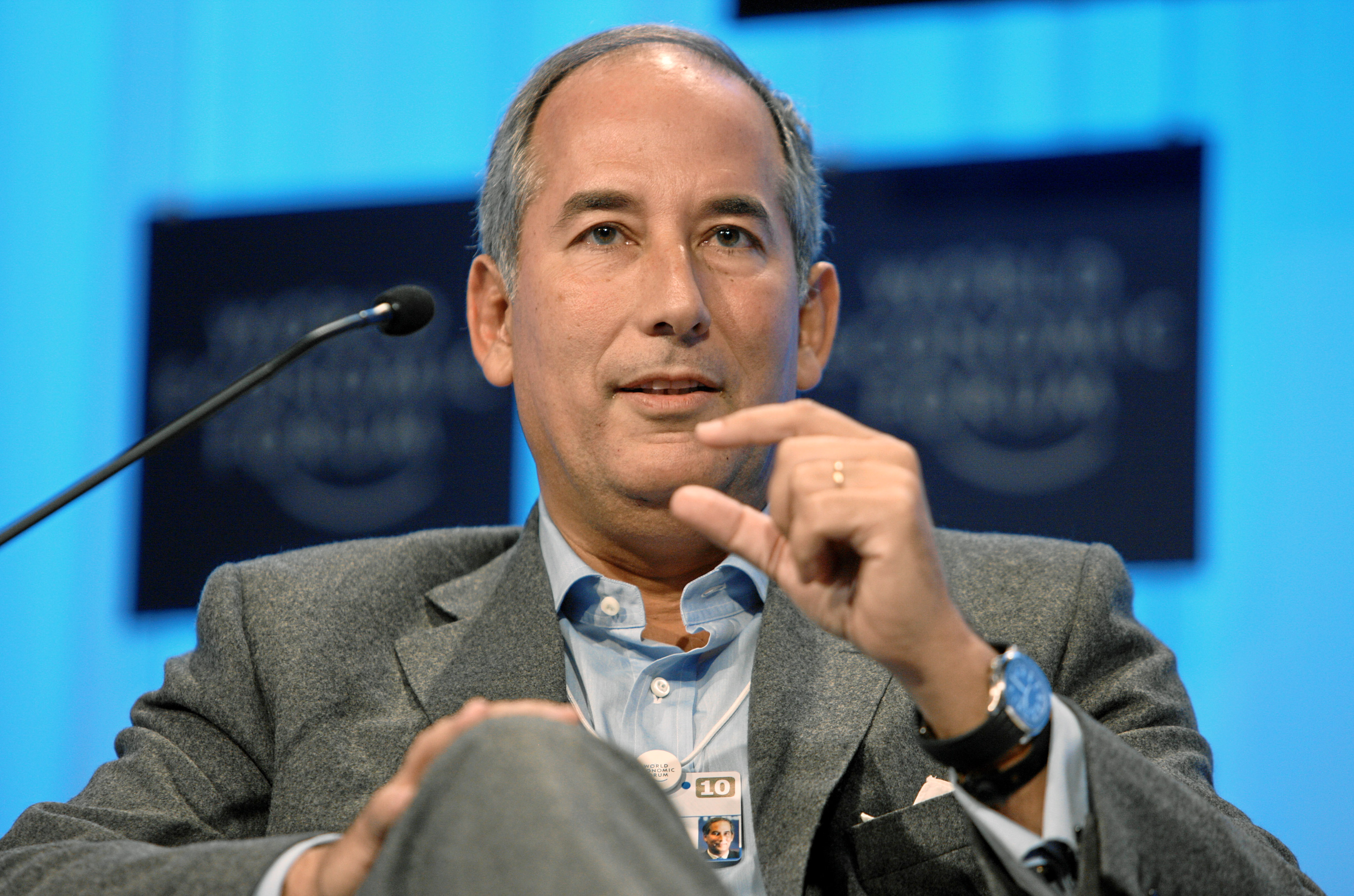
Glocer während des WEFs 2010

Thomas Henry Glocer (* 8. Oktober 1959), auch Tom Glocer, ist ein US-amerikanischer Manager und ehemaliger Vorstandsvorsitzender von Thomson Reuters.
Unter seiner Führung wurde der vom deutschen Paul Julius Reuter im Jahr 1850 gegründete Nachrichten- und Finanzinformationsanbieter Reuters, dessen Vorstandsvorsitzender er von 2001 bis 2008 war, durch die kanadische Thomson Corporation übernommen. Thomson Reuters dominiert zusammen mit Bloomberg L.P. den Markt für professionelle Finanzinformationen.
Tom Glocer begann seine Karriere bei Reuters im Jahr 1993 als Vice President und Syndikus bei Reuters America. Nachdem er mehrere Führungspositionen innerhalb des Konzerns übernommen hatte, wurde er im Juli 2001 zum Vorstandsvorsitzenden gewählt. Zum Jahreswechsel 2012 schied er aus dem Unternehmen aus.
Glocer hält einen Bachelor Degree in Politik von der Columbia University sowie einen Doktor der Rechtswissenschaften von der Yale Law School.
Tom Glocer ist verheiratet, hat zwei Kinder, lebt in New York City und schreibt einen eigenen Blog.